# 共立リゾート
共立リゾート（きょうりつリゾート）は、株式会社共立メンテナンスが運営する、リゾートホテルチェーンの名称である。

## 概要
共立メンテナンスは、1993年（平成5年）7月に企業が手放した福利厚生施設（保養所）を活用したリゾートホテル事業を、「ドーミーヴィラ軽井沢」（現「ドーミー倶楽部軽井沢」）で開始した。なお、同年8月にはビジネスホテル「ドーミーイン」事業を開始している。
その後、関東で事業を拡大していき、2004年（平成16年）には新築リゾート第1号として「ザ・ビーチタワー沖縄」を開業した。
同系列ホテル「ドーミーイン」同様、アメニティも充実しており、専用の館内着、スリッパ、タオル等が提供されている。
夜食の時間帯（主に21:30～23:00/施設により時間は異なる）に「夜鳴きそば」の名称でしょうゆ味のラーメン、お夜食うどんを無料で提供している。

## ホテル一覧

### 癒しの湯宿
- 定山渓 ゆらく草庵（北海道／定山渓温泉）

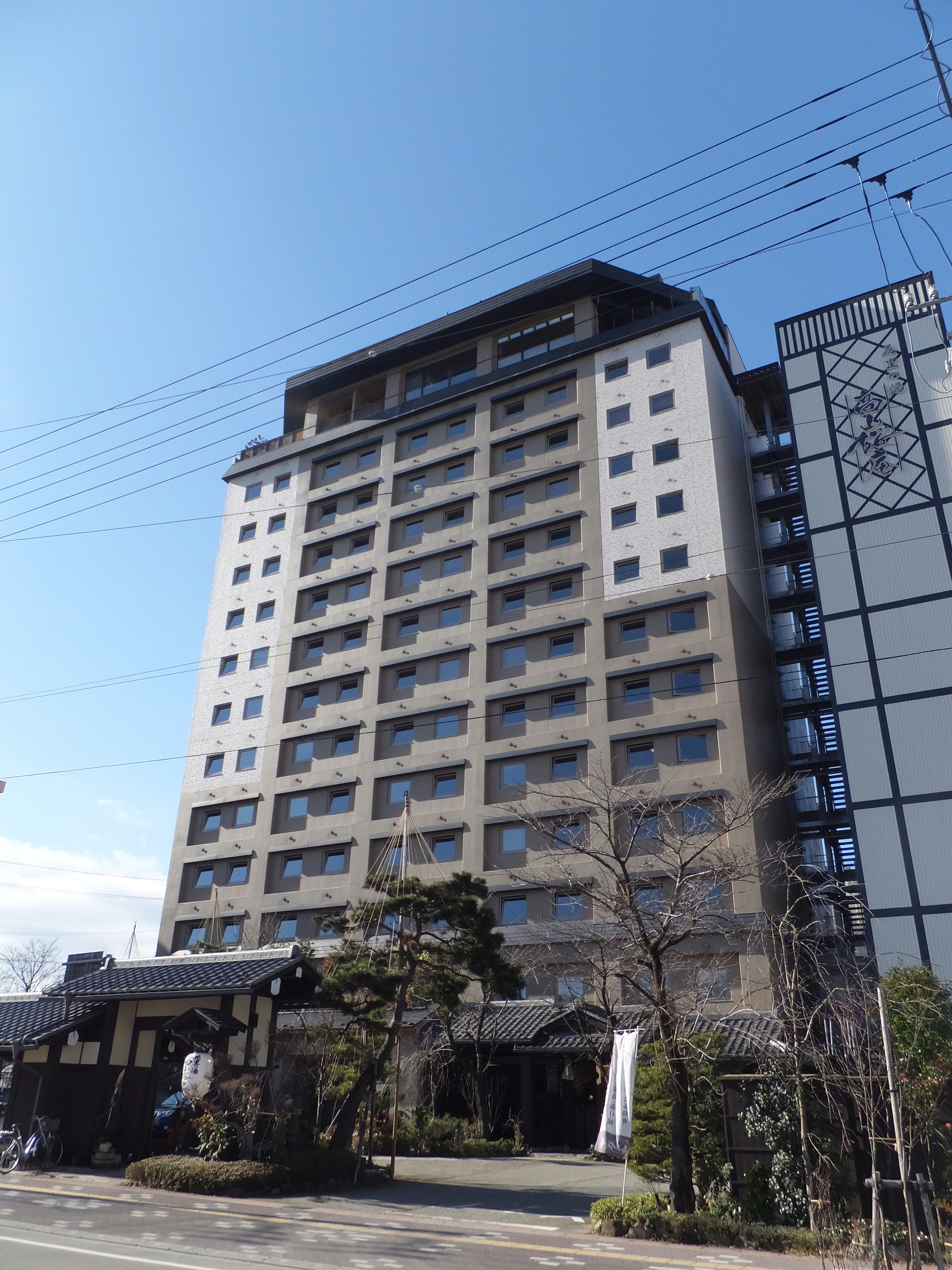
飛騨花里の湯 高山桜庵

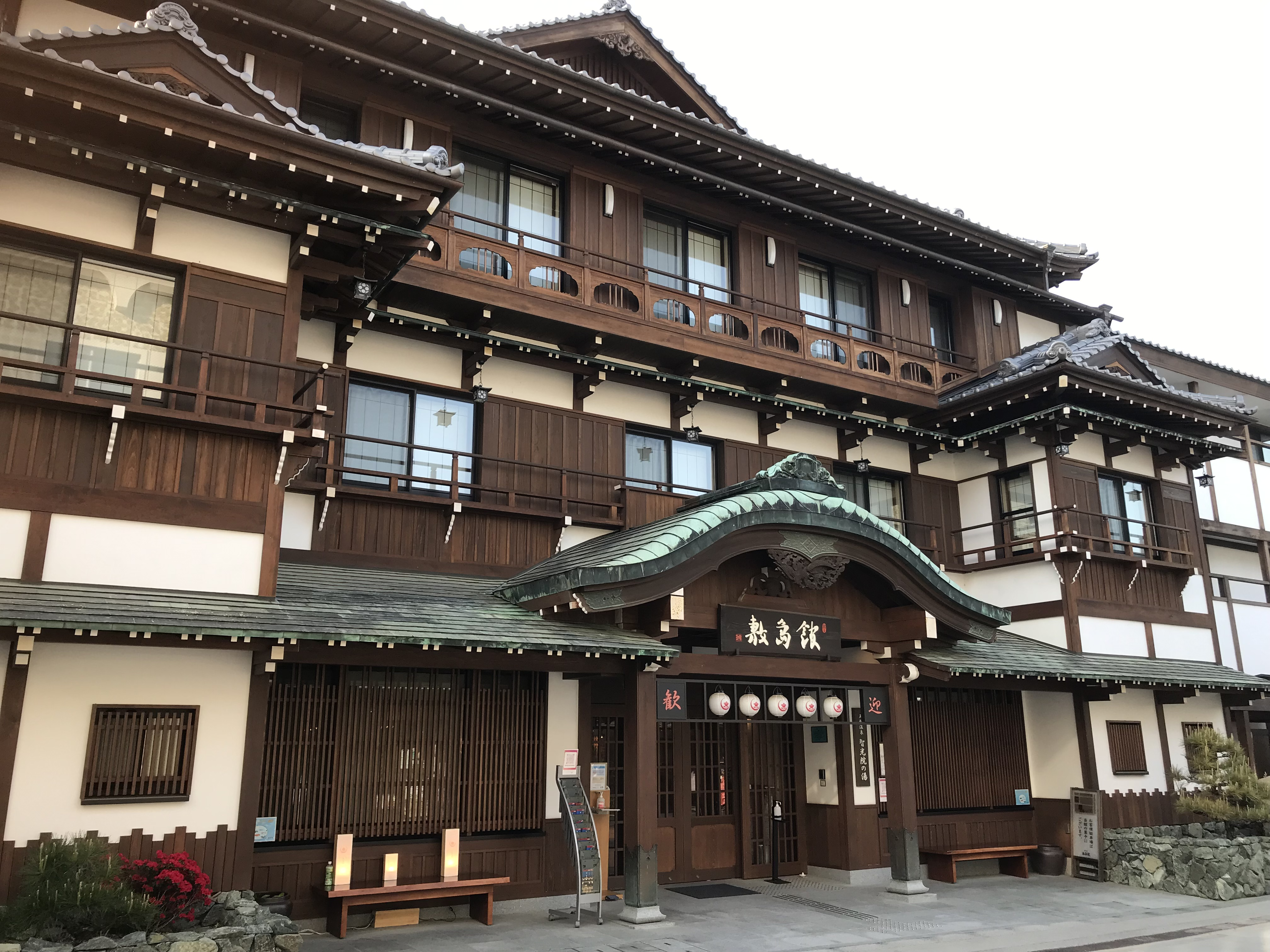
ことひら温泉 御宿 敷島館

- 湯けむりの宿 稲住温泉（秋田県／秋ノ宮温泉郷）
- 鳴子温泉 湯元 吉祥（宮城県／鳴子温泉）
- 湯宿 季の庭（群馬県／草津温泉）
- お宿 木の葉（群馬県／草津温泉）
- 湯けむりの宿 雪の花（新潟県／越後湯沢温泉）
- ウェルネスの森 那須（栃木県／那須高原）
- 塩の湯温泉 蓮月（栃木県／那須塩原温泉）
- ルシアン旧軽井沢（長野県／軽井沢）
- 月の宿 紗ら（神奈川県／箱根湯本温泉）
- 箱根小涌谷温泉 水の音（神奈川県／箱根小涌谷温泉）
- 季の湯 雪月花（神奈川県／箱根強羅温泉） - 所有者：ジャパン・ホテル・リート投資法人[4]
- 強羅温泉 雪月花別邸 翠雲（神奈川県／箱根強羅温泉）
- ウェルネスの森 伊東（静岡県／伊東温泉）
- 淘心庵 米屋（静岡県／伊東温泉）
- 湯回廊 菊屋（静岡県／修善寺温泉）
- 湯めぐりの宿 桂川（静岡県／修善寺温泉）
- 杜の湯 きらの里（静岡県／伊豆高原）
- いにしえの宿 伊久（三重県／伊勢）
- 飛騨花里の湯 高山桜庵（岐阜県／飛騨高山温泉）
- 匠の宿 深山桜庵（岐阜県／平湯温泉）
- 深山桜庵 別館 湯めぐりの宿 平湯館（岐阜県／平湯温泉）
- 御宿 結の庄（岐阜県／白川郷）
- 白鷺の湯 能登 海舟（石川県／和倉温泉）
- 京都 嵐山温泉 花伝抄（京都府／嵐山温泉）
- 京都 梅小路 花伝抄（京都府／梅小路） - 所有者：中央倉庫[5]
- 浜千鳥の湯 海舟（和歌山県／南紀白浜温泉）
- 城崎 円山川温泉 銀花（兵庫県／城崎温泉）
- いにしえの宿 佳雲（島根県／出雲）
- お宿 月夜のうさぎ（島根県／出雲）
- 御宿 敷島館（香川県／ことひら温泉）

### リゾートホテル
- ラビスタ阿寒川（北海道／阿寒）
- ラビスタ大雪山（北海道／旭岳温泉）

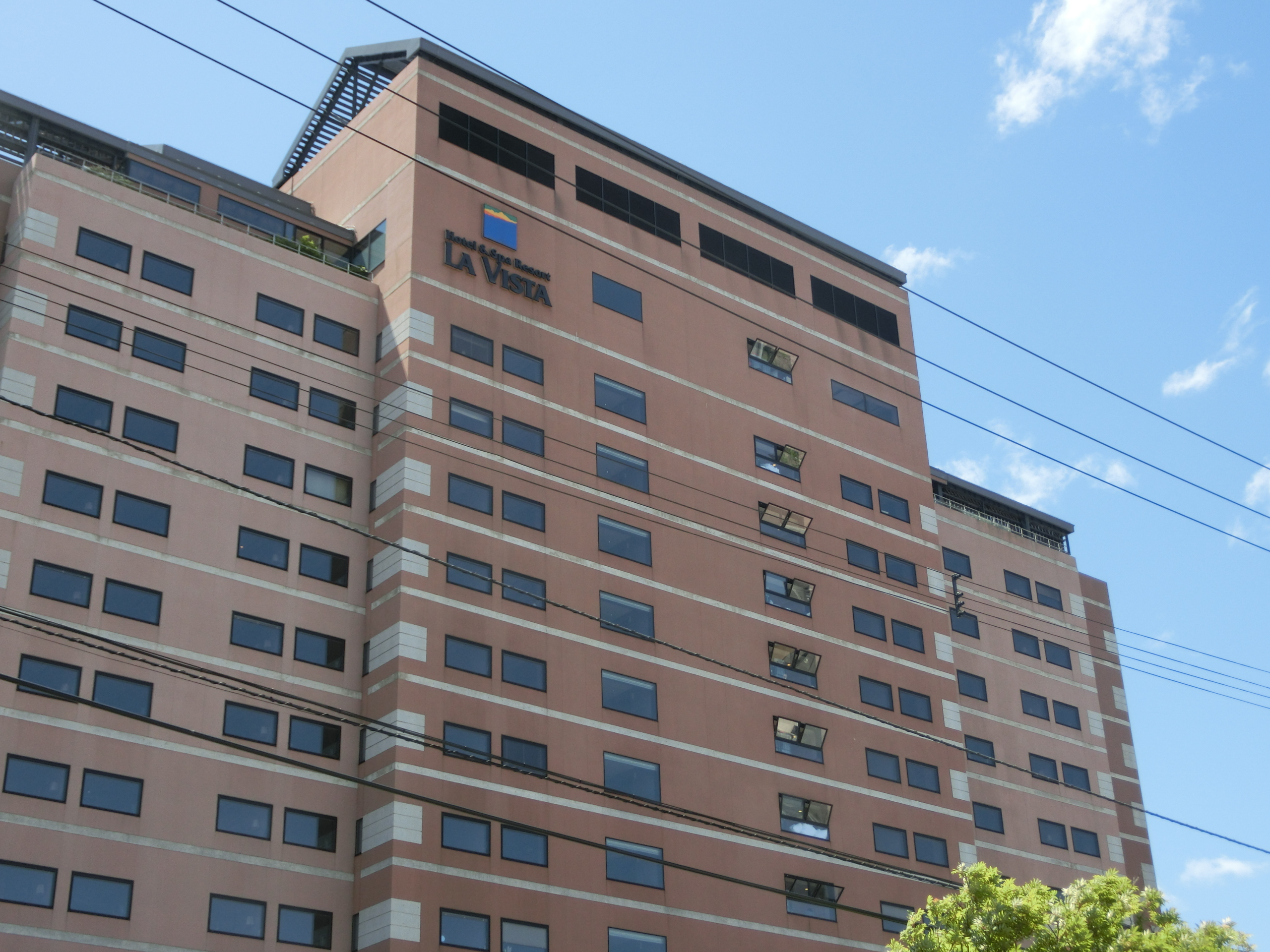
ラビスタ函館ベイ

- ラビスタ函館ベイ（北海道／函館ベイエリア）
- ラビスタ函館ベイ ANNEX（北海道／函館ベイエリア）
- ラビスタ草津ヒルズ（群馬県／草津温泉）
- ラビスタ東京ベイ（東京都／豊洲） - 所有者：清水建設[6]
- ラビスタ横須賀観音崎テラス（神奈川県／観音崎） - 観音崎京急ホテルをリニューアルし、2023年8月4日開業
- ラビスタ富士河口湖（山梨県／富士河口湖温泉）
- ラビスタ霧島ヒルズ（鹿児島県／霧島温泉）
- ザ・ビーチタワー沖縄（沖縄県／北谷町） - 所有者：ジャパン・ホテル・リート投資法人[7]